# سندانی (ابر)
سندانی قسمت فوقانی ابر کومه‌ای‌بارا که به شکل سندان با نمای هموار و ریسه‌دار و مخطط است.